# Dhone
Dhone är en ort i Indien.   Den ligger i distriktet Kurnool och delstaten Andhra Pradesh, i den södra delen av landet, 1 500 km söder om huvudstaden New Delhi. Dhone ligger 425 meter över havet och antalet invånare är 39 689.
Terrängen runt Dhone är platt, och sluttar norrut. Runt Dhone är det ganska tätbefolkat, med 192 invånare per kvadratkilometer. Dhone är det största samhället i trakten. Trakten runt Dhone består till största delen av jordbruksmark.